# Стрийська районна рада
Стри́йська райо́нна ра́да — районна рада Стрийського району Львівської області, з адміністративним центром в м. Стрию.

## Керівний склад ради

### V скликання
- Загальний склад ради: 46 депутатів
- Голова — Козак Роман Васильович
- Заступник голови — Курило Орест Васильович

### VI скликання
- Загальний склад ради: 80 депутатів
- Голова — Козак Роман Васильович
- Заступник голови — Курило Орест Васильович

VIII скликання
- Загальний склад ради: 42 депутати
- Голова — Лучечко Михайло Михайлович
- Заступник голови — Вінярський Юрій Омелянович
- Заступник голови — Галущак Михайло Михайлович

## Фракції депутатів у районній раді
| Фракція                                    | V скликання (2006—2010 рр.) | VI скликання (2010—2015 рр.) | \| VIII скликання (2015—2020 рр.) \| |  |
| «Батьківщина» Блоку Юлії Тимошенко         | 15                          | 10                           |                                      |  |
| Народний союз «Наша Україна»               | 18                          | 9                            |                                      |  |
| Українська народна партія                  | —                           | 14                           |                                      |  |
| Свобода                                    | 2                           | 11                           |                                      |  |
| Фронт Змін                                 | —                           | 11                           |                                      |  |
| Конгрес українських націоналістів          | —                           | 7                            |                                      |  |
| Український народний блок Костенка і Плюща | 7                           | —                            |                                      |  |
| Партія регіонів                            | —                           | 6                            |                                      |  |
| Європейська партія України                 | —                           | 4                            |                                      |  |
| Єдиний центр                               | —                           | 3                            |                                      |  |
| Пора                                       | 2                           | —                            |                                      |  |
| Реформи і порядок                          | 2                           | —                            |                                      |  |
| Народна самооборона                        | —                           | 2                            |                                      |  |
| Народний Рух України                       | —                           | 2                            |                                      |  |
| Партія «Відродження»                       | —                           | 1                            |                                      |  |
| Всього                                     | 46                          | 80                           | 42                                   |  |
| VIII скликання (2015—2020 рр.)             |                             |                              |                                      |  |